# 2024년 하계 패럴림픽 브라질 선수단
브라질은 2024년 8월 29일부터 9월 8일까지 프랑스 파리에서 열릴 제18회 하계 패럴림픽에 참가한 패럴림픽 선수단이다.

## 메달 집계

### 종목별 메달 집계
| 종목 | 1  | 2  | 3  | 합계 |
| 육상 | 10 | 11 | 15 | 36   |
| 수영 | 7  | 9  | 10 | 26   |
| 유도 | 4  | 2  | 2  | 8    |
| 합계 | 25 | 26 | 38 | 89   |

## 같이 보기
- 2024년 하계 올림픽 브라질 선수단